# Shut Up and Kiss Me
Shut Up and Kiss Me é o sexto álbum de estúdio da cantora canadense de country music Michelle Wright, sendo lançado em 28 de maio de 2002 pela Arista Nashville.
A canção "Shut Up and Kiss Me or Just Shut Up" foi gravada originalmente por Jamie Benson, ex-vocalista da banda Hepburn em 2002 e estava no seu disco "My Confession".

## Faixas
1. "I Surrender" (Eric Silver, Michelle Wright) - 3:39
2. "Shut Up and Kiss Me or Just Shut Up" (Louise Hoffsten, Shelly Peiken, John Shanks) - 3:29
3. "Still No Shangri-La" (Gerald O'Brien, Silver, Wright) - 4:39
4. "Broken" (Russ DeSalvo, Arnie Roman, Wright) - 4:04
5. "Every Time You Come Around" (Tommy Sims, Wright) - 3:40
6. "Find It in New York" (Silver, Julie Wood) - 4:11
7. "Thank You for Your Love" (Russ DeSalvo, Roman, Wright) - 4:02
8. "Love Is the Only Way" (DeSalvo, Tanya Leah, Stephanie Lewis) - 4:08
9. "Could You Be" (DeSalvo, Roman) - 4:29
10. "Sorry" (Tina Shafer, Wright, Peter Zizzo) - 4:17
11. "I Will Be There" (Silver, Wright) - 3:36
12. "Circle of Life" (Mattis Gustafsson, Larry Loftin, Wright) - 4:16